# Баканов, Константин Александрович
Константин Александрович Баканов (25 мая 1954, Ташкент — 11 августа 1979, Днепропетровская область) — советский футболист, нападающий, полузащитник.

## Биография
Начал заниматься футболом в Ташкенте в футбольном кружке. После ташкентского землетрясения 1966 года был направлен в Москву, где занимался в ФШМ в течение двух лет. Первым тренером считается Акмаль Азизхужаев. Отказавшись переходить в футбольную школу московского «Динамо» и в 1971 оказался в дубле «Пахтакора». В 1972 году провёл два матча в первой лиге, но получил тяжелую травму и в высшей лиге в 1973—1975 годах не выступал. В первой лиге в 1976—1977 годах в 72 играх забил 17 голов. В высшей лиге в 1978—1979 годах провёл 42 матча, забил семь голов. Приглашался от ЦСКА.
Погиб 11 августа 1979 года в авиакатастрофе над Днепродзержинском вместе с другими членами клуба «Пахтакор».
Брат Борис также был футболистом. Сын Сергей (род. 1978) в 1996—2009 годах играл в чемпионате Узбекистана.